# Stockfors

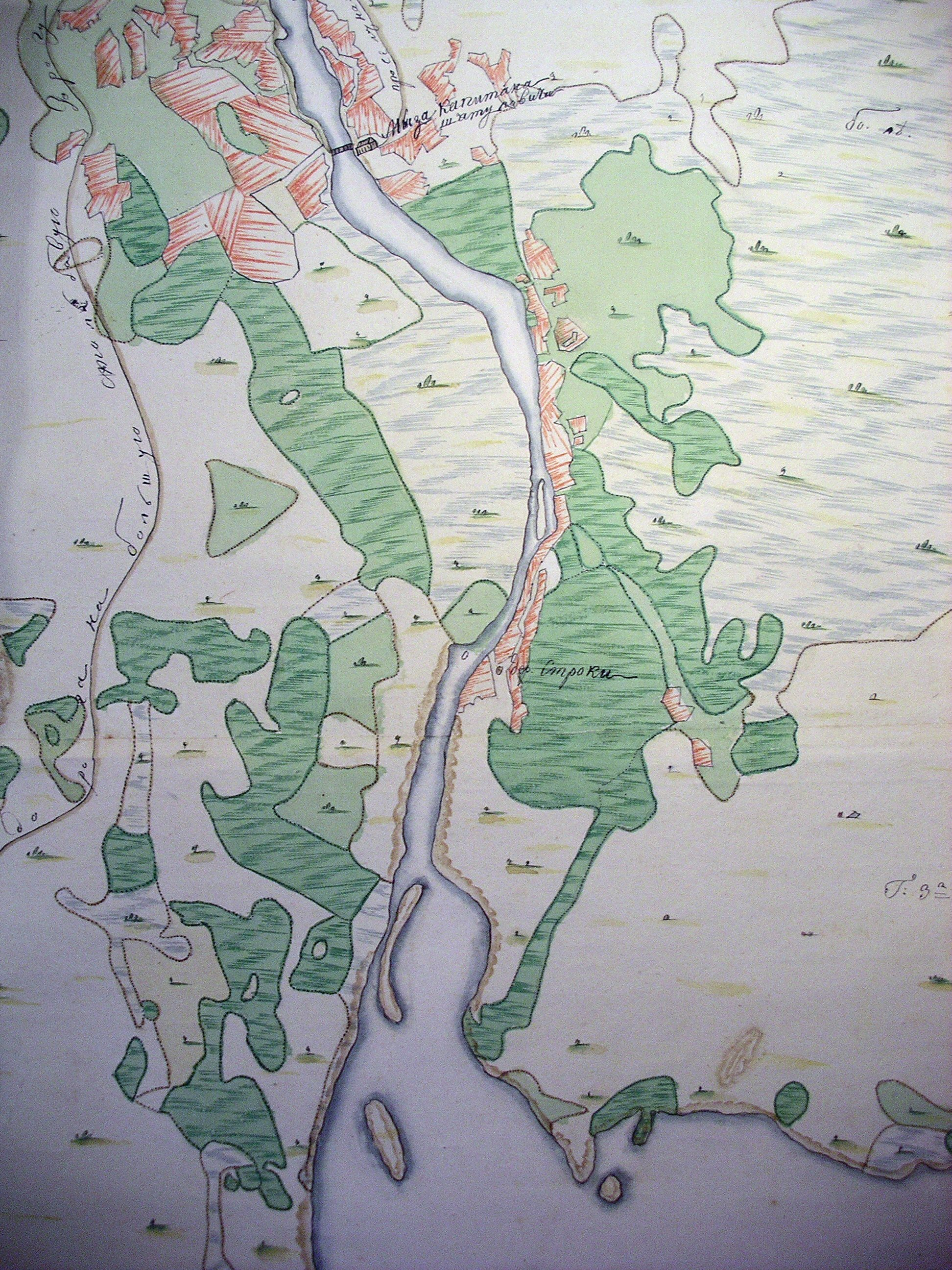
Pyttisfårans i Kymmene älv utlopp i Sandnäsfjärden på en ryskspråkig karta från början av 1800-talet. I norr finner man Stockfors gård och länge söderut Stråka torp och fors (Riksarkivet, Helsingfors).
Koordinater:
Herrgården
Forsen

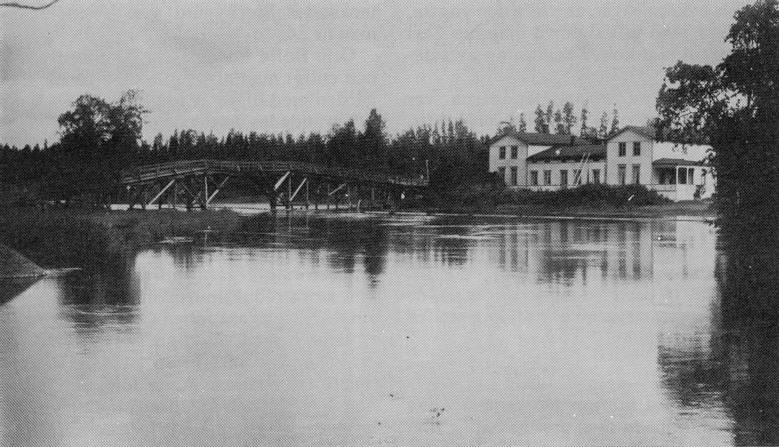
Gårdens karaktärsbyggnad år 1913

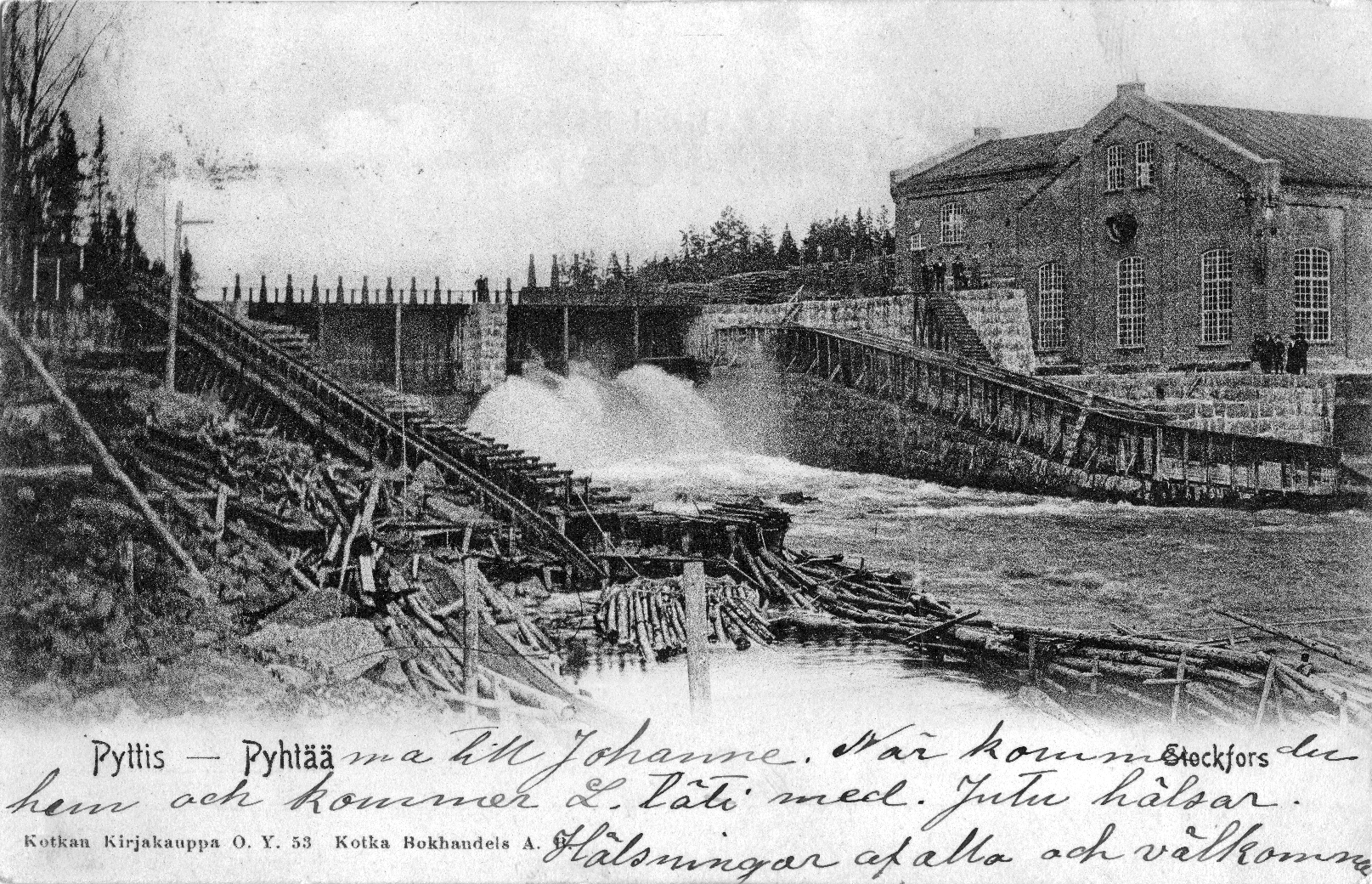
Träsliperiet vid Edisforsen norr om Pyttis kyrka

Stockfors är en herrgård, sedermera bruk (träsliperi), i Österkyrkoby i Pyttis kommun Södra Finlands län, Finland.

## Historia
Stockfors var ett till kronan indraget tidigare kyrkohemman, vars brukare 1552 antecknades under Österkyrkoby. Tillföll genom en kunglig donation 1570 Hans Larsson Björnram till Isnäs. Förekom sedan som självständigt enstaka hemman, men antecknades från 1692 som Österkyrkoby Nr 1. Var fram till 1660-talet en del av större jordegendomar med centra i Pernå.
En viss upphöjelse fick Stockfors dock när gården 1666, uppenbarligen närmast av formella och skattetekniska skäl blev ett frälsesäteri. Därtill anslöts en "ladugård" (utgård), som huvudsakligen tycks ha haft en nominell existens. Johan Creutz, som blev stamfar för den grevliga ätten, innehade vid Kymmene älv tre frälsegods, nämligen förutom Stockfors de större Storabborrfors och Petjärvi. De indrogs alla till kronan 1690 i samband med den stora reduktionen. Creutz lyckades emellertid i praktiken behålla dem genom att vart och ett av godsen blev säterirusthåll med skyldighet att uppställa två ryttare.
Efter Creutz död 1726 tillföll Stockfors hans dotter Christina (1701-1777), som var gift med kaptenen, friherre Johan Carl Natt och Dag (1698-1749). Efter det att gränsen mellan Sverige och Ryssland 1743 drogs vid Kymmene älvs västligaste gren förvärvade Natt och Dag också Storabborrfors av sin svåger, som inte ville bli rysk undersåte.
Natt och Dag hade trätt i rysk tjänst och blev 1747 ståthållare över ryska Kymmenegårds provins. Efter hans död två år senare förordnade Justitiekollegiet för Liv- och Estländska ärenden 20.4.1749 magistraten i Fredrikshamn att ”loco commissionis” tillsammans med häradshövdingen Renner ”til urskiljande företaga the efter benemnde Ståthållare yppade skuldfordringar”. Dödsboet försattes således i konkurs.
I enlighet med ett 30.10.1750 daterat utslag av den kommission, som utnämnts för att förvalta konkursboet, erhöll den engelska och i Stockholm bosatta köpmannen William Maister besittningsrätten till Stockfors kronosäterirusthåll och äganderätten till Hinkaböle och Malm frälsehemman som betalning för sin fordran mot ståthållaren.
Godsinspektören Erik Nicelius (c. 1695-1772) köpte 1756 Stockfors jämte de två andra hemmanen. Han överlät dem 1769 vidare åt sin svärson Hans Henrik Schatelowitz (1724-1779), i vars släkt Stockfors stannade ända till 1869, då sonsonen lantbruksrådet Johan Gustaf Schatelowitz (1807-1871) gick i konkurs. Åren 1870-1892 ägdes gården av handelsmannen Gabriel Terichoff. Dennes dödsbo sålde 1897 gårdshelheten åt norrmännen Olaf Bülow och Ole Nerdrum. 
Nerdrum och Bülow grundade 1901-1902 ett träsliperi på gården. Verksamheten ombildades till Aktiebolaget Stockfors, sedermera Oy Stockfors Ab, 1903.
Träsliperiverksamheten upphörde kort efter det att skogsjätten Enso Guzeit Oy 1984 hade köpt aktierna i bolaget.
Karaktärsbyggnaden (se bild) på Stockfors var uppförd 1814. Den revs åren 1972-1973.